# Thông Hà
Thông Hà (tiếng Trung: 通河县, Hán Việt: Thông Hà huyện) là một là một huyện thuộc địa cấp thị Cáp Nhĩ Tân, tỉnh Hắc Long Giang, Cộng hòa Nhân dân Trung Hoa. Huyện này có diện tích 5755 km2, dân số 230.000 người, mã số bưu chính 150900. Trụ sở chính quyền huyện này ở trấn Thông Hà. Huyện Thông Hà được chia ra thành 6 trấn (Thông Hà, Ô Nha Bào, Thanh Hà, Nông Hà, Phong Sơn, Tường Thuận) và 2 hương (Tam Trạm, Phú Lâm).